# Mary Midgley
Mary Beatrice Scrutton, conocida como Mary Midgley (Londres, 13 de septiembre de 1919 - Newcastle upon Tyne, 10 de octubre de 2018) fue una filósofa inglesa especialista en ética.
Fue profesora de filosofía de la Universidad de Newcastle, conocida por su trabajo sobre la ciencia, la ética y los derechos de los animales. Escribió su primer libro, Beast and Man (1978), con casi 60 años, y escribió otros 15 posteriormente. Fue nombrada doctora honoris causa de la Universidad de Durham y de la de Newcastle. Publicó su autobiografía, The Owl of Minerva, en 2005.
Midgley se opuso claramente al reductionismo y al cientifismo, y luchó frente a cualquier intento de hacer de la ciencia un sustituto del humanismo. Escribió sobre aquello que creía que los filósofos podían aprender de la naturaleza, y especialmente de los animales. Midgley insistía en que el ser humano debía ser considerado ante todo como una especie animal. Muchos de sus libros y artículos  tratan de las ideas filosóficas que aparecen en los libros de ciencias, como los de Richard Dawkins. También escribió a favor de la interpretación moral de la Hipótesis Gaia. The Guardian la ha descrito como una filósofa ferozmente combativa y el "principal azote de la "pretensión científica" del Reino Unido".

## Biografía
Midgley nació en Londres. Sus padres eran Lesley y Tom Scrutton. Su padre, hijo de un conocido juez, Sir Thomas Edward Scrutton, era cure en Dulwich y posteriormente chapelán del King's College, Cambridge. Ella creció en Cambridge, Greenford y Ealing, y fue a la Downe House School de Cold Ash, Berkshire, donde se interesó por las lenguas clásicas y la filosofía:
[Un] nuevo y entusiasta profesor de lenguas clásicas se ofreció a enseñarnos a algunos un poco de griego, y de alguna manera lo encajamos en nuestra agenda. Nos encantó y pusimos mucho trabajo en ello, lo que implicaba considerables esfuerzos por ambas partes, se abría la posibilidad de ir a la Universidad a estudiar lenguas clásicas… Había decidido estudiar lenguas clásicas en lugar de inglés – que había sido mi primera opción – porque mi profesora de inglés, dios la bendiga, decía que uno estudiaba literatura inglesa en todo caso, así que mejor estudiar algo distinto. Alguien me dijo también que, si estudiabas lenguas clásicas en Oxford, podías estudiar también Filosofía. No sabía mucho de filosofía pero como acababa de descubrir a Platón, no pude evitar intentarlo.
Muchas de las amistades que hizo en Oxford fue con científicos, y ella siempre decía que la habían formado en un buen número de disciplinas científicas. Tras una escisión en el Labour club de Oxford como consecuencia de las acciones de la Unión Soviética, ella formó parte del comité del Democratic Socialist Club de nueva creación junto a Tony Crosland y Roy Jenkins. 
Durante el tiempo que Midgley estuvo en Oxford, muchos de sus colegas varones se alistaron en la Segunda Guerra Mundial. Ello dejó a las estudiantes femeninas en posiciones poco usuales: por primera vez en la historia eran la mayoría del cuerpo estudiantil. Recordando aquella época, Midgley escribe "Creo que esta situación contribuyó al hecho de que Elizabeth [Anscombe] y yo e Iris [Murdoch] y Philippa Foot y Mary Warnock nos hayamos hecho un nombre en la filosofía... Creo que en tiempos ordinarios se perdería la voz de grandes mujeres pensadoras simplemente porque no serían escuchadas." El interés en la filosofía de las mujeres de esa época ha captado la atención de dos filósofas de la Durham University, que pusieron en marcha el proyecto In Parenthesis, que explora las conexiones entre las cuatro filósofas (Foot, Anscombe, Midgley and Murdoch).
Como se argumenta en las nuevas monografías Metaphysical Animals y en The Women are Up to Something, las conversaciones éticas de Midgley con Philippa Foot, Iris Murdoch y Elizabeth Anscombe se reconocen cada vez más como un importante desarrollo en la ética de Oxford de la posguerra, constituyendo una reacción contra el superficial idealismo moral kantiano, el prescriptivismo y el verificacionismo practicados por otros filósofos de Oxford de décadas anteriores como Prichard, R.M. Hare y A.J. Ayer.
Midgley dejó Oxford en 1942 y fue a hacer servicios sociales, puesto que la guerra impedía cualquier trabajo ordinario. En lugar de ello se pasó el resto de la guerra haciendo varios trabajos considerados de importancia nacional. También ejerció como maestra en la Downe School y en la Bedford School. Volvió a Oxford en 1947 a trabajar con Gilbert Murray. Comenzó a investigar sobre la teoría del alma de Plotino, que ella describía tan anticuada y tan vasta que nunca acababa su tesis. Midgley ha señalado más adelante que cree que tuvo suerte de no haber completado su doctorado. Sostiene que uno de los mayores problemas de los estudios de doctorado es que aunque te enseña cómo enfrentarse a argumentos difíciles, no te ayuda a entender las grandes cuestiones que se plantean –  las cuestiones de fondo de las que surgieron los pequeños problemas."
En 1949 Midgley fue a la Universidad de Reading, donde dio clase durante cuatro cursos. En 1950 se casó con Geoffrey Midgley, también filósofo. Se trasladaron a Newcastle, donde él comenzó a trabajar en el departamento de filosofía de la Universidad de Newcastle. Midgley dejó de enseñar mientras crio a sus tres hijos (Tom, David y Martin), tras lo cual comenzó a trabajar también en el departamento Newcastle. Midgley enseñó allí entre 1962 y 1980. En aquella época, empezó a estudiar etología lo que la llevó a su primer libro, Beast and Man (1978), publicado cuando tenía 59 años. "No escribí nada hasta bien entrados mis 50 años, y me alegro, porque antes no tenía claro lo que pensaba."
Falleció el 10 de octubre del 2018 en Newcastle upon Tyne.

## Reconocimientos
Midgley obtuvo un doctorado honoris causa por la Durham University en 1995, y otro en derecho civil de la Universidad de Newcastle in 2008.
Fue investigadora honoraria del Policy, Ethics and Life Sciences Research Centre de la Universidad de Newcastle. En 2011 fue la primera ganadora del Philosophy Now Award for Contributions in the Fight Against Stupidity.

## Publicaciones

### Libros
- Beast And Man: The Roots of Human Nature. Routledge, 1978; revised edition 1995. ISBN 0-415-28987-4
- Heart and Mind: The Varieties of Moral Experience. Routledge, 1981. ISBN 0-415-30449-0
- Animals And Why They Matter: A Journey Around the Species Barrier. University of Georgia Press, 1983. ISBN 0-8203-2041-2
- Wickedness: A philosophical Essay. Routledge, 1984. ISBN 0-415-25398-5
- with Judith Hughes. Women's Choices: Philosophical Problems Facing Feminism. Weidenfeld and Nicolson, 1983. ISBN 0-312-88791-4
- Evolution as a Religion: Strange Hopes and Stranger Fears. Routledge, 1985; reprinted with new introduction 2002. ISBN 0-415-27832-5 This is dedicated "to the memory of Charles Darwin who never said these things."
- Can't We Make Moral Judgements?. Bristol Press, 1989. ISBN 1-85399-166-X
- Wisdom, Information and Wonder: What Is Knowledge For?. Routledge, 1989. ISBN 0-415-02830-2
- Science As Salvation: A Modern Myth and Its Meaning. Routledge, 1992. ISBN 0-415-10773-3 (also available here as a Gifford Lectures series)
- The Ethical Primate: Humans, Freedom and Morality. Routledge, 1994. ISBN 0-415-13224-X
- Utopias, Dolphins and Computers: Problems of Philosophical Plumbing. Routledge, 1996. ISBN 0-415-13378-5
- Science And Poetry. Routledge, 2001. ISBN 0-415-27632-2
- Myths We Live By. Routledge, 2003. ISBN 0-415-34077-2
- The Owl of Minerva: A Memoir. Routledge, 2005. ISBN 0-415-36788-3 (Midgley's autobiography)
- editor. Earthy Realism: The Meaning of Gaia. Imprint Academic, 2007. ISBN 1-84540-080-1
- The Solitary Self: Darwin and the Selfish Gene. Acumen, 2010. ISBN 978-1-84465-253-2
- Are you an Illusion?. Acumen, 2014. ISBN 978-1844657926
- What Is Philosophy for?. Bloomsbury Academic, 2018.

### Pamphlets
- Biological and Cultural Evolution, Institute for Cultural Research Monograph Series, No. 20, 1984. ISBN 0-904674-08-8
- Gaia: The Next Big Idea, Demos publications, 2001. ISBN 1-84180-075-9
- Impact Pamphlet 15: Intelligent Design and Other Ideological Problems, 2007. ISBN 0-902227-17-3

### Artículos
- The Emancipation of Women (1952) The Twentieth Century CLII, No. 901, pp. 217–25
- Bishop Butler: A Reply (1952) The Twentieth Century CLII, No. 905
- Ou Sont les Neiges de ma Tante (1959) The Twentieth Century, pp. 168–79
- Is "Moral"  Dirty Word? (1972) Philosophy 47, No 181, pp. 206–228 JSTOR 3750150

- The Concept of Beastliness: Philosophy, Ethics and Animal Behaviour (1973) Philosophy 48, No. 148, pp. 111–135 JSTOR 3749836

- The Neutrality of the Moral Philosopher (1974) Supplementary Volume of the Aristotelian Society, pp. 211–29 JSTOR 4544857

- The Game Game (1974) Philosophy 49, No. 189, pp. 231–253 JSTOR 3750115

- On Trying Out One's New Sword on a Chance Wayfarer (1977) The Listener (Reprinted in Midgley, Mary Heart and Mind (1981) and MacKinnon, Barbara Ethics, Theory and Contemporary Issues (Third Edition 2001))
- More about Reason, Commitment and Social Anthropology (1978)  Philosophy 53, No. 205, pp. 401–403 JSTOR 3749907

- The Objection to Systematic Humbug (1978) Philosophy 53, No. 204, pp. 147–169 JSTOR 3749425

- Freedom and Heredity (1978) The Listener (Reprinted in Midgley, Mary Heart and Mind (1981))
- Brutality and Sentimentality (1979) Philosophy 54, No. 209, pp. 385–389 JSTOR 3750611

- The All-Female Number (1979) Philosophy 54 No. 210, pp. 552–554 JSTOR 3751049

- Gene-Juggling (1979) Philosophy 54, No. 210, pp. 439–458 JSTOR 3751039

- The Absence of a Gap between Facts and Values (with Stephen R. L. Clark) (1980) Proceedings of the Aristotelian Society, Supplementary Volumes 54, pp. 207–223+225-240 JSTOR 4106784

- Consequentialism and Common Sense (1980) The Hastings Center Report 10, No. 5, pp. 43–44 doi 10.2307/3561052
- Why Knowledge Matters (1981) Animals in Research: New Perspectives in Animal Experimentation ed. David Sperling
- Human Ideals and Human Needs (1983) Philosophy 58, No. 223, pp. 89–94 JSTOR 3750521

- Towards a New Understanding of Human Nature: The Limits of Individualism (1983) How Humans Adapt: A Biocultural Odyssey ed. Donald J. Ortner
- Selfish Genes and Social Darwinism (1983) Philosophy 58, No. 225, pp. 365–377 JSTOR 3750771

- Duties Concerning Islands (1983) Encounter LX (Reprinted in People, Penguins and Plastic Trees (1986) ed. Donald Vandeveer also in Ethics (1994) ed. Peter Singer and Environmental Ethics (1995) ed. Robert Elliot)
- De-Dramatizing Darwin (1984) The Monist '67, No. 2
- Persons and Non-Persons (1985) In Defense of Animals, pp. 52–62
- Can Specialist Damage Your Health? (1987) International Journal of Moral and Social Studies 2, No. 1
- Keeping Species on Ice (1987) Beyond the Bars: the Zoo Dilemma ed.Virginia MacKenna, Will Travers and Jonathan Wray
- The Flight from Blame (1987) Philosophy 62, No. 241, pp. 271–291 JSTOR 3750837

- Evolution As A Religion: A Comparison of Prophecies Archivado el 14 de junio de 2006 en Wayback Machine. (1987) Zygon 22, No. 2, pp. 179–194 doi 10.1111/j.1467-9744.1987.tb00845.x
- Embarrassing Relatives: Changing Perceptions of Animals (1987) The Trumpter 4, No. 4, pp. 17–19
- Beasts, Brutes and Monsters (1988) What Is An Animal? ed. Tim Ingold
- Teleological Theories of Morality (1988) An Encyclopaedia of Philosophy ed. G.H.R. Parkinson
- On Not Being afraid of Natural Sex Differences (1988) Feminist Perspectives in Philosophy ed. Morwenna Griffiths and Margaret Whitford
- Practical Solutions (1988) The Hastings Center Report 19, No. 6, pp. 44–45 doi 10.2307/3561992
- Myths of Intellectual Isolation (1988–89) Proceedings of the Aristotelian Society LXXXIX, Part 1
- The Value of "Useless" Research: Supporting Scholarship for the Long Run (1989) Report by the Council for Science and Society
- Are You an Animal? (1989) Animal Experimentation: The Consensus Changes ed. Gill Langley
- Why Smartness is Not Enough (1990) Rethinking the Curriculum; Towards an Integrated, Interdisciplinary College Education ed. Mary E. Clark and Sandra A. Wawritko
- Homunculus Trouble, or, What is Applied Philosophy? (1990) Journal of Social Philosophy 21, No. 1, pp. 5–15 doi 10.1111/j.1467-9833.1990.tb00262.x
- The Use and Uselessness of Learning (1990) European Journal of Education 25, No.3, pp. 283–294 doi 10.2307/1503318
- Rights-Talk Will Not Sort Out Child-abuse; Comment on Archard on Parental Rights (1991) Journal of Applied Philosophy 8, No. 1 doi 10.1111/j.1468-5930.1991.tb00411.x
- The Origin of Ethics (1991) A Companion To Ethics ed. Peter Singer (Available in Spanish here (enlace roto disponible en Internet Archive; véase el historial, la primera versión y la última).)
- Is the Biosphere a Luxury? (1992) The Hastings Center Report 22, No. 3, pp. 7–12 doi 10.2307/3563291
- Towards a More Humane View of the Beasts? (1992) The Environment in Question ed. David E. Cooper and Joy A. Palmer
- The Significance of Species (1992) The Moral Life ed. Stephen Luper-Foy and Curtis Brown (Reprinted in The Animal Rights/ Environmental Ethics Debate, The Environmental Perspective (1992) ed. Eugene C. Hargrove)
- Strange Contest, Science versus Religion (1992) The Gospel and Contemporary Culture ed. Hugh Montefiore
- Philosophical Plumbing (1992) The Impulse to Philosophise ed. A. Phillips Griffiths
- The idea of Salvation Through Science (1992) New Blackfriars 73, No. 860, pp. 257–265 doi 10.1111/j.1741-2005.1992.tb07240.x
- Can Science Save its Soul (1992) New Scientist, pp. 43–6
- Beasts versus the Biosphere (1992) Environmental Values 1, No. 1, pp. 113–21
- The Four-Leggeds, The Two-Leggeds and the Wingeds (1993) Society and Animals 1, No. 1.
- Visions, Secular and Sacred (1994) Milltown Studies 34, pp. 74–93
- The End of Anthropocentrism? (1994) Philosophy and the Natural Environment ed. Robin Attfield and Andrew Belsey
- Darwinism and Ethics (1994) Medicine and Moral Reasoning ed. K.W.M. Fulford, Grant Gillett and Janet Martin Soskice
- Bridge-Building at Last (1994) Animals and Human Society ed. Aubrey Manning and James Serpell
- Zombies and the Turing Test (1995) Journal of Consciousness Studies 2, No. 4, pp. 351–2
- Reductive Megalomania (1995) Nature's Imagination; The Frontiers of Scientific Vision ed. John Cornwall
- Trouble with Families? (1995) Introducing Applied Ethics ed. Brenda Almond (Joint with Judith Hughes)
- The Challenge of Science, Limited Knowledge, or a New High Priesthood? (1995) True to this Earth ed. Alan Race and Roger Williamson
- The Mixed Community (1995)  Earth Ethics, Environmental Ethics, Animal Rights and Practical Applications ed. James P. Serba
- Visions, Secular and Sacred (1995) The Hastings Center Report 25, No. 5, pp. 20–27 doi 10.2307/3562790
- Darwin's Central Problems (1995) Science 268, No. 5214, pp. 1196–1198 doi 10.1126/science.268.5214.1196
- The Ethical Primate. Anthony Freeman in discussion with Mary Midgley (1995) Journal of Consciousness Studies 2, No. 1, pp. 67–75(9) (Joint with Anthony Freeman)
- Sustainability and Moral Pluralism (1996) Ethics and The Environment 1, No. 1
- One World – But a Big One (1996) Journal of Consciousness Studies 3, No. 5/6
- Earth Matters; Thinking about the Environment (1996) The Age of Anxiety ed. Sarah Dunant and Roy Porter
- The View from Britain: What is Dissolving Families? (1996) American Philosophical Association, Newsletter on Feminism and Philosophy 96, No. 1 (Joint with Judith Hughes)
- Can Education be Moral? (1996) Res Publica II, No. 1 doi 10.1007/BF02335711 (Reprinted in Teaching Right and Wrong, Moral Education in the Balance ed Richard Smith and Paul Standish)
- Science in the World (1996) Science Studies 9, No. 2
- The Myths We Live By (1996) The Values of Science Oxford Amnesty Lectures ed Wes Williams
- Visions of Embattled Science (1997) Science Today: Problem or Crisis? ed Ralph Levinson and Jeff Thomas
- The Soul's Successors: Philosophy and the "Body" (1997) Religion and the Body ed Sarah Coakley
- Putting Ourselves Together Again (1998) Consciousness and Human Human Identity ed John Cornwall
- Monkey business. The Origin of Species changed man's conception of himself forever. So why, asks Mary Midgley, is Darwinism used to reinforce the arid individualism of our age? (1999) New Statesman
- The Problem of Humbug (1998) Media Ethics ed Matthew Kieram
- Descarte's prisoners (1999) New Statesman
- Being Scientific about Our Selves (1999) Journal of Consciousness Studies, 6 (Reprinted in Models of the Self (1999) ed Shaun Gallagher and Jonathan Shear)
- Towards an Ethic of Global Responsibility (1999) Human Rights in Global Politics ed Tim Dunne and Nicholas J. Wheeler
- The Origins of Don Giovanni (1999–2000) Philosophy Now, p. 32
- Alchemy Revived (2000) The Hastings Center Report 30, No. 2, pp. 41–43 doi 10.2307/3528314
- Biotechnology and Monstrosity: Why We Should Pay Attention to the "Yuk Factor" (2000)  The Hastings Center Report 30, No. 5, pp. 7–15 doi 10.2307/3527881
- Earth Song (2000) New Statesman
- Both nice and nasty (2000) New Statesman
- Individualism and the Concept of Gaia (2000) Review of International Studies 26, pp. 29–44
- Consciousness, Fatalism and Science (2000) The Human Person in Science and Theology ed Niels Hendrik Gregerson, Willem B. Drees and Ulf Gorman
- Human Nature, Human Variety, Human Freedom (2000) Being Humans: Anthropological Universality and Particularity ed Neil Roughley
- Why Memes? (2000) Alas, Poor Darwin ed Hukary and Steven Rose
- The Need for Wonder (2000) God for the 21st Century ed Russell Stannard
- What Gaia Means (2001) The Guardian
- The bankers' abstract vision of the globe is limited (2001) The Guardian
- The Problem of Living with Wildness (2001) Wolves and Human Communities: Biology, Politics and Ethics ed Virginia A. Sharpe, Bryan Norton and Strachan Donelley
- Wickedness (2001) The Philosophers' Magazine pp. 23–5
- Being Objective (2001) Nature 410, p. 753 doi 10.1038/35071193
- Heaven and Earth, an Awkward History (2001–2002) Philosophy Now 34 p. 18
- Does the Earth Concern Us? (2001–2002) Gaia Circular, p. 4
- Choosing the Selectors (2002) Proceedings of the British Academy 112 published as The Evolution of Cultural Entities ed Michael Wheeler, John Ziman and Margaret A. Boden
- Pluralism: The Many-Maps Model (2002) Philosophy Now 35
- How real are you? (2002) Think. A Periodical of the Royal Institute of Philosophy
- Reply to target article: “Inventing the Subject; the Renewal of ’Psychological’ Psychology” Archivado el 22 de junio de 2007 en Wayback Machine. (2002) Journal of Anthropological Psychology
- Enough is never enough (2002) The Guardian
- It's all in the mind (2002) The Guardian
- Science and Poetry (2003) Situation Analysis 2 (edited extract from Chapters 17 Individualism and the Concept of Gaia and 18 Gods and Goddesses; the Role of Wonder of Science and Poetry)
- Great Thinkers – James Lovelock (2003) New Statesman
- Curiouser and curiouser (2003) The Guardian
- Fate by fluke (2003) The Guardian
- Criticising the Cosmos (2003) Is Nature Ever Evil? Religion, Science and Value ed Willem B. Drees
- Zombies (2003–2004) Philosophy Now pp. 13–14
- Souls, Minds, Bodies, Planets pt1 and pt2 (2004) Two-part article on the Mind Body problem Philosophy Now
- Us and Them (2004) New Statesman
- Counting the cost of revenge (2004) The Guardian
- Mind and Body: The End of Apartheid (2004) Science, Consciousness and Ultimate Reality ed David Lorimer
- Why Clones? (2004) Scientific and Medical Network Review, No. 84
- Visions and Values (2005) Resurgence 228
- Proud not to be a doctor (2005) The Guardian
- Designs on Darwinism (2005) The Guardian
- Review: The God Delusion by Richard Dawkins (2006) New Scientist Issue 2572 doi 10.1016/S0262-4079(06)60674-X
- Rethinking sex and the selfish gene: why we do it (2006) Heredity 96, No. 3, pp. 271–2 doi 10.1038/sj.hdy.6800798
- A Plague On Both Their Houses (2007) Philosophy Now 64
- Mary Midgley on Dawkins (2007) Interlog
- Does Science Make God Obsolete? (2008) John Templeton Foundation